# Kasper Rokenberg
Kasper Rokenberg herbu własnego (ur. ok. 1400 roku w Krakowie – zm. po 8 października a przed 12 listopada 1462 roku) – polski prawnik kanonista, trzykrotny rektor Akademii Krakowskiej w latach 1467-1459, duchowny, scholastyk krakowskiej kapituły katedralnej od 1453 roku, prepozyt nowosądeckiej kapituły kolegiackiej od 1448 roku, kanonik wrocławskiej kapituły katedralnej od 1434 roku.
Pochodził z krakowskiej rodziny patrycjuszowskiej, otrzymał szlachectwo z własnym herbem (według znającego go osobiście Jana Długosza). Studiował na Uniwersytecie Krakowskim w latach 1416–1420. W 1422 roku uzyskał magisterium sztuk wyzwolonych, a kilka lat później licencjat prawa. Trzykrotnie pełnił funkcję rektora uczelni krakowskiej (1457, 1459, 1460).
Przed 1426 przyjął święcenia kapłańskie. W ciągu kariery duchownej otrzymał wiele godności kościelnych, był m.in. kanonikiem wrocławskim (od 1434), proboszczem parafii św. Małgorzaty w Nowym Sączu (po podniesieniu kościoła do rangi kolegiaty w 1448 został tam prepozytem), scholastykiem krakowskim (od 1452). Papież Mikołaj V udzielił mu dyspensy na łączenie beneficjów kościelnych (1447 na dwa lata, 1449 na całe życie). Sprawa objęcia przez Rokenberga scholasterii krakowskiej stała się przedmiotem sprawy w Kurii Rzymskiej; Mikołaj z Gnojnika wskazywał, że godność ta przysługiwała z nominacji papieskiej, ale Rokenberg utrzymał się jako scholastyk, m.in. dzięki wstawiennictwu kardynała Zbigniewa Oleśnickiego, króla Kazimierza Jagiellończyka i królowej-wdowy Zofii.
W kolejnych latach odgrywał znaczącą rolę w kapitule krakowskiej, m.in. w czasie zatargu kapituły z królem Kazimierzem o obsadę biskupstwa krakowskiego po śmierci Tomasza Strzępińskiego (1460-1461). Brał udział w synodzie krakowskim w sierpniu 1462. Nazwisko Rokenberga pojawia się wielokrotnie w dokumentach kapituły, m.in. jako egzekutora testamentu kanonika Michała z Szydłowa (1455). Po raz ostatni Rokenberg jest wymieniony jako żyjący 8 października 1462; zmarł przed 12 listopada t.r., kiedy to jego testament zatwierdził administrator diecezji Jan Pniowski.